# Вал ди Ница
Вал ди Ница (итал. Val di Nizza) је насеље у Италији у округу Павија, региону Ломбардија.
Према процени из 2011. у насељу је живело 676 становника. Насеље се налази на надморској висини од 529 м.

## Становништво
| 1936. | 1951. | 1961. | 1971. | 1981. | 1991. | 2001. | 2011. |
| ----- | ----- | ----- | ----- | ----- | ----- | ----- | ----- |
| 1.786 | 1.478 | 1.176 | 921   | 876   | 782   | 688   | 655   |